# Pojarkovia pojarkovae
Pojarkovia pojarkovae là một loài thực vật có hoa trong họ Cúc. Loài này được (Schischk.) Greuter mô tả khoa học đầu tiên năm 2005.